# École supérieure de physique et de chimie industrielles de la ville de Paris
Fundada en 1882, l'École supérieure de physique et de chimie industrielles de la ville de Paris (Escola Superior de Física i de Química Industrials de París), també anomenada ESPCI, és una Grande école d'enginyeria de França. Està situada a París, França: Campus PSL Research University.
L'ESPCI ParisTech és un establiment públic d'ensenyament superior i recerca tècnica.
L'Escola lliura 
- el diploma d'enginyer d'ESPCI (Màster Ingénieur ESPCI)
- 6 diploma Màster recerca i de doctorat
- MOOC.

## Laboratoris d'investigació
- Física,
- Química,
- Biologia,
- Biotecnologia

## Graduats famosos
- Marie Curie, física i química polonesa[2]
- Philippe Dreyfus, pioner de la informàtica a França
- Hélène Langevin-Joliot, física nuclear francesa
- Georges Urbain, químic francès
- Éliane Montel, física i química francesa.

## Mestre famós
- Paul Langevin, físic francès[3]